# Станіславська волость (Херсонський повіт)
Станіславська волость — адміністративно-територіальна одиниця Херсонського повіту Херсонської губернії.
Станом на 1886 рік — складалася з 3 поселень, 2 сільських громад. Населення — 5709 осіб (2891 осіб чоловічої статі та 2818 — жіночої), 916 дворових господарств.
|                    | Площа, десятин | У тому числі орної, дес. |
| ------------------ | -------------- | ------------------------ |
| Сільських громад   | 17868          | 12534                    |
| Казенної власності | —              | —                        |
| Іншої власності    | 600            | 579                      |
| Загалом            | 18468          | 13113                    |

Поселення волості:
- Станіслав — село при Дніпровському лимані за 38 верст, 3131 особа, 510 дворів, церква православна, школа, 11 лавок, земська станція, ярмарок 14 вересня, 3 винних погреби, торжок, базар по неділям та святковим дням. За 4 версти — рибний завод. За 7 верст — рибний завод. За 9 версти — 2 рибних заводи. За 11 версти — рибний завод.
- Царево-Дар — село, 1368 осіб, 143 двори, молитовний будинок, школа, 2 лавки.
- Широка Балка — село при Дніпровському лимані, 1210 осіб, 263 двори, молитовний будинок, школа, 5 лавок, 2 рибних заводи, винний погріб.